# Paul Heckingbottom
Paul Heckingbottom (* 17. července 1977 Barnsley) je anglický profesionální fotbalový trenér a bývalý fotbalový obránce. Je hlavním trenérem anglického klubu Sheffield United FC.

## Klubová kariéra
Heckingbottom hrál jako obránce v několika anglických klubech, včetně Sunderlandu, Scarboroughu, Hartlepoolu United, Darlingtonu, Norwich City, Bradfordu City, Sheffieldu Wednesday, Barnsley a Mansfield Townu.

## Trenérská kariéra
Poté, co ukončil hráčskou kariéru, dal se Heckingbottom na trenérskou dráhu. Stal se šéfem mládeže v Barnsley a po úspěšném působení ve funkci prozatímního trenéra v roce 2016, kde s týmem dokázal postoupit a vyhrát EFL Trophy, působil v týmu ještě další dva roky. V únoru 2018 se přesunul na lavičku Leedsu United, ale byl vyhozen po 16 zápasech na konci sezóny. Heckingbottom poté trénoval skotský klub Hibernian FC, ze kterého byl vyhozen v listopadu 2019. V březnu 2021 byl jmenován prozatímním manažerem Sheffieldu United. V listopadu 2021 nahradil Slavišu Jokanoviće ve funkci hlavního trenéra Sheffieldu.

## Statistiky

### Hráčské
| Klub                      | Sezóna       | Liga            | Liga   | Liga | FA Cup | FA Cup | EFL Cup | EFL Cup | Ostatní | Ostatní | Celkem | Celkem |
| Klub                      | Sezóna       | Liga            | Zápasy | Góly | Zápasy | Góly   | Zápasy  | Góly    | Zápasy  | Góly    | Zápasy | Góly   |
| ------------------------- | ------------ | --------------- | ------ | ---- | ------ | ------ | ------- | ------- | ------- | ------- | ------ | ------ |
| Sunderland                | 1996/97      | Premier League  | 0      | 0    | 0      | 0      | 0       | 0       | —       | —       | 0      | 0      |
| Sunderland                | 1997/98      | First Division  | 0      | 0    | —      | —      | 0       | 0       | —       | —       | 0      | 0      |
| Sunderland                | 1998/99      | First Division  | 0      | 0    | 0      | 0      | 0       | 0       | —       | —       | 0      | 0      |
| Sunderland                | Total        | Total           | 0      | 0    | 0      | 0      | 0       | 0       | —       | —       | 0      | 0      |
| Scarborough (host.)       | 1997/98      | Third Division  | 29     | 0    | 0      | 0      | —       | —       | 1       | 0       | 30     | 0      |
| Hartlepool United (host.) | 1998/99      | Third Division  | 5      | 1    | —      | —      | —       | —       | —       | —       | 5      | 1      |
| Darlington (host.)        | 1998/99      | Third Division  | 10     | 0    | —      | —      | —       | —       | —       | —       | 10     | 0      |
| Darlington                | 1999/00      | Third Division  | 45     | 1    | 3      | 1      | 2       | 0       | 4       | 0       | 54     | 2      |
| Darlington                | 2000/01      | Second Division | 18     | 1    | 1      | 0      | 2       | 0       | 2       | 0       | 23     | 1      |
| Darlington                | 2001/02      | Third Division  | 42     | 3    | 4      | 0      | 0       | 0       | 2       | 0       | 48     | 3      |
| Darlington                | Total        | Total           | 115    | 5    | 8      | 1      | 4       | 0       | 8       | 0       | 135    | 6      |
| Norwich City              | 2002/03      | First Division  | 15     | 0    | 0      | 0      | 1       | 0       | —       | —       | 16     | 0      |
| Bradford City             | 2003/04      | First Division  | 43     | 0    | 1      | 0      | 1       | 0       | —       | —       | 45     | 0      |
| Sheffield Wednesday       | 2004/05      | League One      | 38     | 4    | 0      | 0      | 1       | 0       | 3       | 0       | 42     | 4      |
| Sheffield Wednesday       | 2005/06      | Championship    | 4      | 0    | 1      | 2      | 0       | 0       | —       | —       | 5      | 2      |
| Sheffield Wednesday       | Total        | Total           | 42     | 0    | 1      | 2      | 1       | 0       | 3       | 0       | 47     | 6      |
| Barnsley                  | 2005/06      | League One      | 18     | 1    | —      | —      | —       | —       | 3       | 0       | 21     | 1      |
| Barnsley                  | 2006/07      | Championship    | 31     | 0    | 1      | 0      | 0       | 0       | —       | —       | 32     | 0      |
| Barnsley                  | 2007/08      | Championship    | —      | —    | —      | —      | —       | —       | —       | —       | —      | —      |
| Barnsley                  | Total        | Total           | 49     | 1    | 1      | 0      | 0       | 0       | 3       | 0       | 53     | 1      |
| Bradford City             | 2007/08      | League Two      | 44     | 0    | 1      | 0      | 1       | 0       | 1       | 0       | 47     | 0      |
| Bradford City             | 2008/09      | League Two      | 9      | 0    | 1      | 0      | 1       | 0       | 1       | 0       | 12     | 0      |
| Bradford City             | Total        | Total           | 53     | 0    | 2      | 0      | 2       | 0       | 2       | 0       | 59     | 0      |
| Mansfield Town            | 2009/10      | National League | 11     | 1    | 3      | 0      | —       | —       | 1       | 0       | 15     | 1      |
| Gateshead (host.)         | 2009/10      | National League | 15     | 0    | —      | —      | —       | —       | —       | —       | 15     | 0      |
| Gateshead                 | 2010/11      | National League | 21     | 0    | 0      | 0      | —       | —       | 1       | 0       | 22     | 0      |
| Gateshead                 | Total        | Total           | 36     | 0    | 0      | 0      | —       | —       | 1       | 0       | 37     | 0      |
| Career total              | Career total | Career total    | 398    | 12   | 16     | 3      | 9       | 0       | 19      | 0       | 442    | 15     |

### Trenérské
K 8. květnu 2021
| Klub                       | Od              | Do                | Statistiky | Statistiky | Statistiky | Statistiky | Statistiky | Ref.        |
| Klub                       | Od              | Do                | Zápasy     | Výhry      | Remízy     | Prohry     | Výhry %    | Ref.        |
| -------------------------- | --------------- | ----------------- | ---------- | ---------- | ---------- | ---------- | ---------- | ----------- |
| Barnsley (dočasný)         | 12. února 2015  | 25. února 2015    | 3          | 2          | 0          | 1          | 66,67      | [ 2 ]       |
| Barnsley (dočasný)         | 6. února 2016   | 15. června 2016   | 22         | 14         | 5          | 3          | 63,64      | [ 3 ]       |
| Barnsley                   | 15. června 2016 | 6. února 2018     | 83         | 23         | 23         | 37         | 27,71      | [ 2 ] [ 3 ] |
| Leeds United               | 6. února 2018   | 1. června 2018    | 16         | 4          | 4          | 8          | 25,00      | [ 2 ]       |
| Hibernian                  | 13. února 2019  | 4. listopadu 2019 | 32         | 11         | 12         | 9          | 34,38      | [ 2 ]       |
| Sheffield United (dočasný) | 13. března 2021 | Současnost        | 8          | 1          | 0          | 7          | 12,50      | [ 2 ]       |
| Celkem                     | Celkem          | Celkem            | 164        | 55         | 44         | 65         | 33,54      |             |

## Ocenění

### Trenérské

#### Klubové

##### Barnsley
- EFL Trophy: 2015/16